# Mediyawa
Mediyawa är en administrativ by i Sri Lanka.   Den ligger i provinsen Norra Centralprovinsen, i den centrala delen av landet, 150 km norr om huvudstaden Colombo.